# Métro léger de Kryvyï Rih
Le métro léger (ou metrotram) de Kryvyï Rih est un réseau de métro léger qui dessert la ville ukrainienne de Kryvyï Rih. Il possède deux lignes, et totalise 15 stations, dont 4 souterraines.